# Оюльге (острів)
Оюльге́ (рос. Оюльге) — невеликий річковий острів на річці Анабар. Територіально відноситься до Якутії, Росія.
Розташований в нижній течії річки ближче до лівого берега, навпроти впадіння лівої притоки Оюльге. Острів має овальну форму, витягнутий із північного заходу на південний схід. Острів рівнинний, вкритий пісками та болотами, є невелике озеро. На північному заході сполучається з берегом косою, яка в основному затоплена. Південно-західний берег стрімкий.
| Росія | Це незавершена стаття з географії Росії. Ви можете допомогти проєкту, виправивши або дописавши її. |